# Sapois, Vosges
Sapois är en kommun i departementet Vosges i regionen Grand Est (tidigare regionen Lorraine) i nordöstra Frankrike. Kommunen ligger i kantonen Saulxures-sur-Moselotte som tillhör arrondissementet Épinal. År 2022 hade Sapois 629 invånare.

## Befolkningsutveckling
Antalet invånare i kommunen Sapois
| Referens: INSEE |